# Pieve Fosciana
Pieve Fosciana település Olaszországban, Toszkána régióban, Lucca megyében. Lakosainak száma 2233 fő (2023. január 1.). Pieve Fosciana Camporgiano, Castiglione di Garfagnana, Fosciandora, Pievepelago, San Romano in Garfagnana, Villa Collemandina és Castelnuovo di Garfagnana községekkel határos.

## Népesség
A település lakossága az elmúlt években az alábbi módon változott:
| Lakosok száma | 2451 | 2484 | 2233 |
|               | 2017 | 2018 | 2023 |